# Kategoria e Parë 1959
La Kategoria e Parë 1959 fu la 22ª edizione della massima serie del campionato albanese di calcio disputato tra il 22 marzo e il 6 dicembre 1959 e concluso con la vittoria del Partizani, al suo settimo titolo.
Capocannoniere del torneo fu Stavri Lubonja (Dinamo Tirana) con 11 reti.

## Formula
Come nella passata stagione le squadre partecipanti furono 8 e disputarono un turno di andata e ritorno per un totale di 14 partite.
In vista di un ampliamento nella stagione successiva non furono previste retrocessioni.

## Squadre
| Squadra             | Città   | Stadio | Stagione 1958      |
| ------------------- | ------- | ------ | ------------------ |
| Skënderbeu          | Coriza  |        | 5°                 |
| Labinoti            | Elbasan |        | Kategoria e Dytë   |
| 17 Nëntori          | Tirana  |        | 3°                 |
| KF Partizani Tirana | Tirana  |        | Campione d'Albania |
| Dinamo Tirana       | Tirana  |        | 4°                 |
| Flamurtari          | Valona  |        | 7°                 |
| Besa Kavajë         | Kavajë  |        | 2°                 |
| Vllaznia            | Scutari |        | 6°                 |

## Classifica finale
|                    | Pos. | Squadra           | Pt | G  | V | N | P | GF | GS | DR  |
| ------------------ | ---- | ----------------- | -- | -- | - | - | - | -- | -- | --- |
| Albania (bandiera) | 1.   | Partizani         | 23 | 14 | 9 | 5 | 0 | 27 | 6  | +21 |
|                    | 2.   | 17 Nëntori Tirana | 19 | 14 | 8 | 3 | 3 | 20 | 11 | +9  |
|                    | 3.   | Dinamo            | 14 | 14 | 4 | 6 | 4 | 16 | 14 | +2  |
|                    | 4.   | Flamurtari        | 14 | 14 | 5 | 4 | 5 | 17 | 15 | +2  |
|                    | 5.   | Besa              | 13 | 14 | 6 | 1 | 7 | 20 | 23 | -3  |
|                    | 6.   | Labinoti          | 11 | 14 | 4 | 3 | 7 | 12 | 17 | -5  |
|                    | 7.   | Vllaznia          | 10 | 14 | 3 | 4 | 7 | 13 | 24 | -11 |
|                    | 8.   | Skënderbeu        | 8  | 14 | 3 | 2 | 9 | 13 | 28 | -15 |

Legenda:

      Campione d'Albania
Note:

Due punti a vittoria, uno a pareggio, zero a sconfitta.

## Verdetti
- Campione: Partizani Tirana